# Bernard Kayser
Bernard Kayser (1926-2001) foi um geógrafo francês, professor na Universidade de Toulouse-le-Mirail, e um dos criadores da Geografia Ativa, movimento que defendia a geografia como fator ativo e de mudança no mundo, movimento esse que influenciou a propiciou a criação da Geografia Crítica.

## Carreira e linha de pesquisa
Professor da Universidade de Toulouse-le-Mirail, Kayser, escreveu ao lado de Pierre George, Raymond Guglielmo e Yves Lacoste, “La Géographie Active”.
Kayser partiu da observação da tendência demográfica nos espaços rurais nos países industriais, tais como a Grã-Bretanha, Alemanha, Holanda, Itália, França e Estados Unidos, que sofria uma mudança durante os anos 70 Após um declínio acentuado, a população rural apresentava uma retomada que, apesar de modesta, já prenunciava uma quebra da tendência anterior, um “retournement”.
Com tal análise, identificou e avaliou os fatores de contato entre o local e o global, e defendeu que essa retomada de crescimento rural resulta dos efeitos da modernização e do enriquecimento da sociedade. 

## Obras
- Cent ans d'expansion cannoise, 1954
- Économies et sociétés rurales dans les régions tropicales, 1961
- L' Italie, 1963
- La Géographie Active, 1964
- Margariti, village d'Épire, 1964
- Oikonomikos kai koinōnikos atlas tēs Hellados, 1964
- Géographie humaine de la Grèce, 1964
- L' Agriculture et la société rurale des régions tropicales, 1969
- Manpower movements and labour markets, 1971
- Exode rural et attraction urbaine en Grèce, 1971
- 95 régions, 1971
- Cyclically-determined homeward flows of migrant workers and the effects of migration, 1972
- Les sciences sociales face au monde rural, 1989
- La renaissance rurale, 1989
- La renaissance rurale. Sociologie des campagnes du monde occidental, Paris: Armand Colin, 1990 (Tradução no Brasil: “O Renascimento Rural, sociologia rural no mundo ocidental”)
- Paysans et ruraux, 1990
- Méditerranée, une géographie de la fracture, 1996

## Morte
Bernard Kayser morreu em Toulouse, no dia 25 de agosto de 2001.